# Heremod
Heremod (en vieux norrois : Hermóðr, en proto-norrois : Harimōdaz, en vieil anglais: Hēremōd, et en latin : Heremodius) est un roi légendaire danois du IIe siècle. Il règne sur les peuples des Jutes et les Angles.
Il est mentionné dans des sources scandinaves (principalement la Geste des Danois de Saxo Grammaticus), ainsi que dans Beowulf.
Il est le fils de Iterman Hadersson selon certaines sources.

## Biographie
Les sources divergent sur son ascendance et sa descendance, mais il apparaît comme un des premiers rois légendaires de la protohistoire du Danemark.
Il se pourrait même que lui et Hermóðr (le fils d'Odin et de Frigg de la mythologie nordique) soient une seule et même personne.
Il est connu pour un exil relaté brièvement dans le poème anglo-saxon Beowulf, écrit en vieil anglais.

## Famille

### Mariage et enfants
D'une union avec une femme inconnue, il eut : 
- Hjörvarðr.

Selon Beowulf, il eut :
- Scyld (Skjöld).